# Williamston (Karolina Południowa)
Williamston – miasto w Stanach Zjednoczonych, w stanie Karolina Południowa, w hrabstwie Anderson.